# پتاسیم کلرات
پتاسیم کلرات (به انگلیسی: Potassium chlorate) با فرمول شیمیایی KClO۳ یک ترکیب شیمیایی با شناسه پاب‌کم ۶۴۲۶۸۸۹ است. که جرم مولی آن ۱۲۲٫۵۵ g/mol می‌باشد. شکل ظاهری این ترکیب، پودر یا بلورهای سفید است.
در ساخت مواد منفجره بکار می رود.